# 比布列希猩红
比布列希猩紅（C.I. 26905）是一種用於利利三色染法的染色劑。它的游离酸（CAS号：25317-38-8 ）是已知的。
它的最大吸收波长为506 nm。

## 合成
它可以4-氨基苯磺酸（重氮化得到1）和2-氨基苯磺酸（转化为2）为原料，经多步反应制得：